# BBC Sport
BBC Sport је одељење Би-Би-Си норт огранка које обезбеђује националну спортску покривеност за Би-Би-Си телевизију, радио и онлајн. Би-Би-Си има права на телевизијско и радио емитовање у УК за неколико спортова, емитовање спорта уживо или упоредо са анализирајућим програмима, као што је Меч дана, Test Match Special, Ski Sunday, Данас на Вимблдону и претходно . Резултати, анализе и покривеност се такође додаје и на Би-Би-Си спорт вебсајт и кроз Би-Би-Си , интерактивне телевизијске услуге.

## Интерактивне услуге
Би-Би-Си спорт такође нуди услугу Би-Би-Си Red Button интерактивне телевизијске улуге. Услуга нуди спортски сервис на више екрана који покрива спортске вести као додатак на пет преноса која се емитује преко црвеног дугмета. Она се често користи за неометано гледање и резултате преко коментара, или алтернативне спортске догађаје који се не може приказати на главној Би-Би-Си ТВ или радио услугама. Главни пример је емитовање Тениског шампионата у Вимблдону како мечеви на другим теренима могу бити приказани преко црвеног дугмета ток се меч вишег ранга емитује у оквиру главне ТВ услуге.

## Награде
Би-Би-Си спорт такође додељује неколико награда као признање спортске заједнице. Главна потпора овога је награда Личност године Би-Би-Си спорта, направљена 1954. и додељује се у високопрофилној церемонији децембра сваке године. Постоји и неколико других награда које се дају у слично време и које су фокусиране на различите области спортске индустрије, на пример перформанси младих, перформанси селектора и тренера.
Награде су такође и Би-Би-Си нације и регије, које често представљају награде на локалним церемонијама из сличних разлога; победници ових локалних награда су због тога послати даље за националне награде, што омогућава свим областима земље да буду представљене на националним наградама.